# دهستان علی‌آباد زیباکنار
دهستان علی‌آباد زیباکنار یکی از دهستان‌های بخش لشت نشا از توابع شهرستان رشت و استان گیلان است. این دهستان دارای ۱۴ روستا است و روستای زیباکنار مرکز این دهستان است.

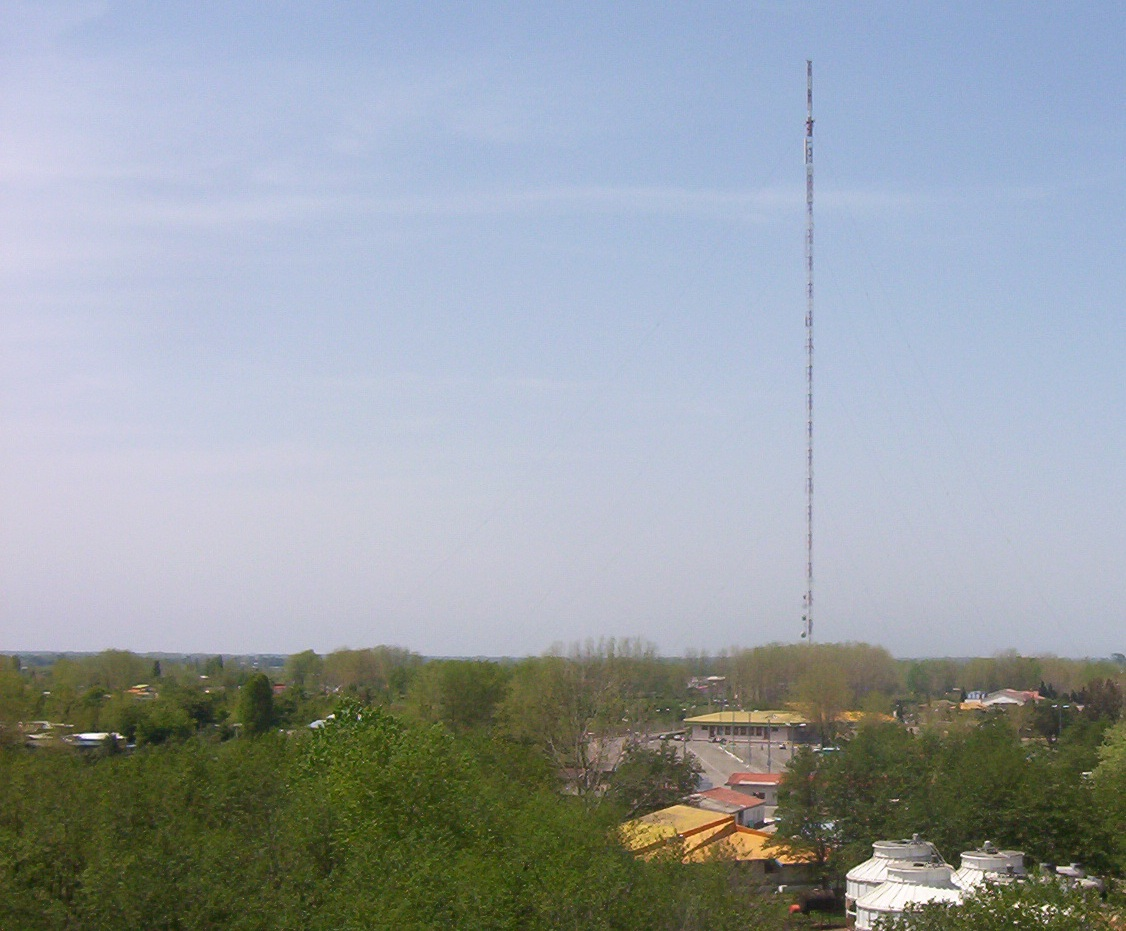
دکل صدا و سیما زیباکنار، بلندترین سازه ایران پس از برج میلاد با ارتفاع حدود ۳۶۵ متر

## جمعیت
بر اساس سرشماری سال ۱۳۹۰ جمعیت آن ۹۰۱۴ نفر (۳۱۹۸ خانوار) بوده‌است.